# Angraecum filicornu
Angraecum filicornu es una orquídea epifita originaria de  Madagascar.

## Distribución y hábitat
Se encuentra en Madagascar en las selvas tropicales, a una altitud de 800 a 900 metros.

## Descripción
Es una orquídea de  tamaño pequeño que prefiere el clima cálido, es una especie epifita  con los tallos llevando a varias hojas delgadas, lineales, como césped. Florece  en una inflorescencia axilar, corta,  de flores individuales de 2 cm de ancho. La floración se produce  en el verano durante el invierno.

## Taxonomía
Angraecum filicornu fue descrita por Victor Samuel Summerhayes y publicado en Histoire Particulière des Plantes Orchidées t. 52. 1822.
Etimología
Angraecum: nombre genérico que se refiere en Malayo a su apariencia similar a las Vanda.
filicornu: epíteto latino que significa "de cuerno delgado".
Sinonimia
- Aeranthes thouarsii S.Moore 1877
- Aerobion filicornu (Thouars) Spreng. 1826[1][4][5]